# Organisme d'autoréglementation du courtage immobilier du Québec
 (juillet 2025).
Si vous disposez d'ouvrages ou d'articles de référence ou si vous connaissez des sites web de qualité traitant du thème abordé ici, merci de compléter l'article en donnant les références utiles à sa vérifiabilité et en les liant à la section « Notes et références ».
L'Organisme d'autoréglementation du courtage immobilier du Québec (OACIQ) est l'institution qui réglemente le courtage en immobilier au Québec. Il reçoit son mandat en vertu de la Loi sur le courtage immobilier.